# Dråby Kirke (Djursland)
 For alternative betydninger, se Dråby Kirke. (Se også artikler, som begynder med Dråby Kirke)
Dråby kirke i Dråby i Dråby Sogn ligger på Djursland i Syddjurs Kommune.
Den oprindelige lille røde murstenskirke fra 1200-tallet blev erstattet af den nuværende kirke i 1400-1500-tallet. Det nuværende styltetårn blev bygget i midten af 1700-tallet. Kirken er 35 meter lang med syv krydshvælvinger og er bygget i gotisk stil. Pga. størrelsen kaldes kirken somme tider for Djurslands Domkirke.
I middelalderen var Dråby antagelig en havneby ved Kattegat og lå på draget mod Ebeltoft Vig, og kirken er viet til de søfarendes helgen Sankt Nicolaus. Kirken var tidligere knyttet til godset Skærsø, som var ejet af adelsfamilien Rosenkrantz og senere slægten Gøje. Begge familiers våben ses malet i kirken.
I årene 1967-71 blev Dråby kirke restaureret og Dråby gamle skolebygning blev anskaffet for at indrette kapel og andre nødvendige rum i tilknytning til kirken.